# (33947) 2000 ML1
2000 ML1 (asteroide 33947) é um asteroide da cintura principal. Possui uma excentricidade de 0.23632620 e uma inclinação de 14.24723º.
Este asteroide foi descoberto no dia 25 de junho de 2000 por LINEAR em Socorro.